# Рождественская ёлка
Рождественская ёлка — традиционный атрибут празднования Рождества во многих странах мира. Возник в раннее Новое время в германской городской традиции, а с XIX века получил популярность во многих других странах, в том числе в России. Рождественская ёлка представляет собой хвойное дерево (ель, пихта, сосна) или искусственную его имитацию, украшенное гирляндами, специальными ёлочными игрушками и свечами или лампочками. Устанавливается на время проведения праздника в домах и на улицах. В советской и российской культуре аналогом служила и служит новогодняя ёлка.

## Происхождение

### Праздничные деревья у европейских народов
Среди народов Европы был широко распространён обычай установки в весенние праздники «майского дерева». Грузины к 31 декабря заготавливали для очага грабовые дрова, а праздничный стол украшали чичилаки (наструганная кудрями ветка орешника). В Сванетии на Новый год в доме обычно устанавливалась берёзка. У горских евреев молодёжь ночью в первый день весны шла в лес на поиск «шам агажи» («дерева-свечки»), которое срубали, разводили из него костер, прыгали через него и пели.
У ряда европейских народов в рождественских ритуалах использовалось большое полено или пень, который зажигался в очаге в Сочельник и понемногу сгорал в течение двенадцати дней праздника. Считалось, что бережное хранение кусочка такого полена в течение всего следующего года защищало дом от огня и молнии и приносило дому удачу. У южных славян такое полено называется бадняк, у скандинавов — juldlock, у французов — la bûche de Noël (рождественский чурбан).
У кельтов с празднеством зимнего солнцестояния издавна была связана омела. Через кельтов символика омелы прочно вошла в англо-саксонскую культуру.

### Праздничные ветви в Библии
Каких-либо указаний на дерево как символ празднования Рождества Христова в Новом Завете нет. Описан, однако, Вход Господень в Иерусалим, когда народ приветствовал его с ветвями финиковой пальмы в руках (Ин. 12:12). Эта деталь отсылает к празднику Кущей (Суккот), во время которого используются пальмовые ветви лулав. Радостные ликования и восклицания этого праздника указывали на будущее воскресение мёртвых.
В тех славянских регионах, где пальмы не растут из-за холода, их замещением традиционно служила верба, отсюда Вербное воскресенье. И сейчас в жарком климате, например, на Гавайях, пальма используется в качестве рождественского дерева. А во Флориде выращивается пальма Veitchia merrillii, также называемая Christmas Palm tree (Рождественская пальма) из-за её плодов, которые становятся ярко-красными к декабрю.

### Легенды о происхождении
Популярная в Германии легенда связывает возникновение рождественской ёлки с именем Святого Бонифация. Согласно житию святого, чтобы показать германским язычникам бессилие их богов, тот срубил священный дуб Одина. Легенда развивает этот сюжет: на вопрос потрясённых германцев, как им отмечать Рождество, он указал им на маленькую ель, уцелевшую под рухнувшими ветвями дуба. Её вечнозелёные ветви символизируют бессмертие, а верхушка указывает на небеса, как место обитания Бога.
Свой вклад в идею рождественского дерева мог внести чудесный боярышник из аббатства Гластонбери, который цвёл дважды в году — на Рождество и весной. По легенде, он вырос из шипа тернового венца Иисуса Христа, принесённого Иосифом Аримафейским.

### Средневековье и Новое время
Формирование современного рождественского ритуала произошло в немецкой традиции уже в конце Средневековья и начале Нового времени. Рождественская ель восходит к «райскому дереву» предрождественской мистерии — театрализованной постановки, посвящённой истории грехопадения, поскольку 24 декабря западными христианами отмечалась память Адама и Евы. В качестве декорации, учитывая зимнее время, использовали хвойное дерево, которое украшали яблоками (символ запретного плода) и вафлями или печеньем (символ гостии — причастия и искупления). Реквизит и образы этой мистерии, аналогично рождественскому вертепу, внедрились в домашний обрядовый обиход.
Рождественская ель называлась у немцев «рождественским деревом» (нем. Weihnachtsbaum), «Христовым деревом» (Christbaum), «деревом Клауса» (Klausbaum). Местами (Верхняя Бавария, Пфальц, баварская Швабия, Вюртемберг, Гамбург) это дерево называли Paradies «рай», Paradiesgarten «райский сад», Christbaumgartle и т. д. Обычай украшать ёлку плодами и цветами связывается с поверьями о цветении и плодоношении деревьев в Рождественскую ночь.
По мнению Е. В. Душечкиной, рождественская ель появилась в результате переосмысления древних ритуалов Йоля в новой христианской трактовке. По её словам, среди германских народов якобы существовал древний обычай идти на Новый год в лес, где заранее выбранную ель украшали свечами и цветными тряпочками, после чего вблизи или вокруг него совершались обряды. Со временем еловые деревца стали срубать и приносить в дом, где они устанавливались на столе. К деревцу прикрепляли зажжённые свечки, на него вешали яблоки и сладости. После крещения германских народов все эти обычаи и обряды начали постепенно приобретать христианский смысл, и ёлочки, устанавливаемые в домах, стали частью атмосферы сочельника.
До сих пор продолжаются споры, где и когда была впервые документально зафиксирована установка рождественской ёлки. Достоверно известно, что при Мартине Буцере на Рождество 1539 года дерево с украшениями было поставлено в Страсбургском соборе. В документах рижского братства Черноголовых упоминается о похожей церемонии в канун 1510 года, причём после празднества дерево было сожжено. В начале XVI века Мартин Лютер также упомянул о том, что на Рождество в его доме было установлено дерево с украшениями.
Так как вопрос «первой ёлки в Европе» имеет значительное туристическое (а с ним и финансовое) значение, в канун Нового 2011 года между Ригой и Таллином разгорелся настоящий дипломатический конфликт по вопросу ёлочного приоритета. У эстонских исследователей нашлись аргументы того, что в Таллине ёлку установили на 400 лет раньше рижской, то есть ещё до первого упоминания самого города (1154). Мэр Риги Нил Ушаков охарактеризовал ситуацию как «ёлочную войну», серьёзно угрожающую коммерческим интересам города и страны, и пообещал найти достойный ответ агрессору.
В немецких рождественских гимнах ёлка упоминается с XVI века («O Tannenbaum»), тогда как в литературных источниках начинает фигурировать лишь к концу XVIII века. Одним из первых её упоминает Иоганн Вольфганг Гёте в 1774 году:

...в воскресенье перед рождеством он вечером пошёл к Лотте и застал её одну. Она приводила в порядок игрушки, которые приготовила к празднику своим младшим братьям и сестрам. Он заговорил о том, как обрадуются малыши, и припомнил те времена, когда неожиданно распахнутые двери и зрелище нарядной ёлки с восковыми свечами, сластями и яблоками приводило его в невыразимый восторг.— «Страдания юного Вертера»
- Мартин Лютер перед рождественской елкой, журнал Sartain’s Magazine,  автор J. Bannister, около 1860
- Гравюра, опубликованная в 1840-х годах с изображением королевы Виктории и принца Альберта, вызвала повальное увлечение рождественскими ёлками[16]
- «Дети в ожидании ёлки (Сочельник)», Теодор Хильдебрандт, 1840, Эрмитаж
- Дети и Санта Клаус у рождественской елки. Гравюра из немецкой книги «50 басен с картинками для детей», 1876

### Славянские традиции
В западных регионах славянского этнокультурного континуума ветви и верхушка ели используются в первую очередь, чтобы украсить дома и церкви на Рождество. Обычай рождественского деревца был заимстован славянами из немецких земель и соединился с многочисленными славянскими ритуалами, в рамках которых в определённые праздничные дни календарного года и жизненного цикла в дом вносилось деревце; варианты: пень, ствол, ветви и др. В отличие от разнообразных пород деревьев и кустарников, которые использовались как троицкое, майское, купальское, строительного и свадебного деревца, в качестве деревца рождественского чаще всего применялись хвойные породы, прежде всего — ель, что отражено в его названиях: ср. укр. ёлка, ялыночка, пол. диал. jeglijka, словац. jediicka, chvojka, морав. chvuja, chviijka и др.
Обычаю устанавливать рождественское деревце было придано этиологическое обоснование. Так, в Полесье обычай украшения этого деревца связывался с новозаветными «дарами волхвов» или со звездой, что взошла над местом рождения Иисуса. Срубленная ель либо её верхушка, ветки, венок или гирлянда из еловых веток устанавливалась (вешалась) в храме на всё время от Рождества до Крещения, втыкалась за иконы в доме, подвешивалиась к потолку, ставилась в красном углу на лавке или на столе; носилось колядниками и пастухами, обходящими дома на святки; им украшалась церковь (з.-укр., з.-бел., пол., кашуб., словац., чеш., морав., словен.). После окончания святочного цикла ветки сохранялись в доме как оберег от грозы или втыкались в поля, пеплом от сожженных веток обсыпались сады, огороды и др. Восточные славяне использовали ель также как масленичное, юрьевское, купальское и строительное деревца, западные — как майское, а также в качестве великопостного «гайка».

## В России

### Празднование новолетия
Наружное украшение зданий ветвями хвойных деревьев в России впервые было назначено указом Петра I о праздновании Нового года 1 января 1700 года, но оно не имело ничего общего с традицией вносить на Рождество дерево в дом и украшать его; эта традиция в Россию приходит спустя полтора века. Единственными, кем был выслушан царский указ, стали владельцы кабаков, на протяжении XVIII века обозначавшие вход в заведения еловыми ветвями, отчего горького пьяницу прозывали «ёлкиным».
По царскому указу от 20 (30) декабря 1699 года, впредь предписывалось вести летосчисление не от Сотворения мира, а от Рождества Христова, и день «новолетия», до того времени отмечавшийся на Руси 1 сентября, «по примеру всех христианских народов» отмечать 1 января. В указе давались также указания по организации новогоднего праздника: пускать ракеты, зажигать огни и украсить столицу (тогда ещё Москву) хвоей: «По большим улицам, у нарочитых домов, пред воротами поставить некоторые украшения от древ и ветвей сосновых, еловых и мозжевелевых против образцов, каковы сделаны на Гостином дворе». А «людям скудным» предлагалось каждому «хотя по древцу или ветве на вороты или над храминою своей поставить… а стоять тому украшению января в первый день».
Москва праздновала новый год по царскому указу неделю. Город украсили можжевеловыми, еловыми и сосновыми ветвями. Позже 1700 года считать день 1 января за какой-то особый в России принято не было, это был один из дней праздничного периода Святок, его сопровождал лишь традиционный молебен «на новолетие».

### Появление ёлки
Словом «ёлка» в России обозначаются и принесённое в дом вечнозелёное дерево, и праздник.
Обычай наряжать на Рождество хвойное дерево пришёл в Россию из Германии и соединился с многочисленными славянскими ритуалами, связанными с внесением в дом хвойного дерева в определённые праздничные дни календарного года и жизненного цикла человека. В России вьюнишники, поздравлявшие молодоженов с Пасхой, носили с собой ёлочку, украшенную лентами, платками и полотенцами.
Ёлка, в украшенном виде, олицетворяет «неувядающую благость», неумирающую природу, это — «рождественское дерево», калька с нем. Weihnachtsbaum. Второе значение этого слова — сочельник, нем. Weihnachtsabend — день ёлки, праздник этого дерева, танцы и игры вокруг него. Ёлка как «рождественское дерево» появляется в начале XIX века в домах петербургских немцев. В сочельник ставилась в углу гостиной маленькая настольная ёлочка, и в определённый час отец семейства снимал с неё покрывало.
24 декабря 1817 года по инициативе великой княгини Александры Фёдоровны была устроена домашняя ёлка в личных покоях императорской семьи, в Москве, а на следующий год — в петербургском Аничковом дворце. На Рождество 1828 года Александра Фёдоровна, к тому времени уже императрица, организовала первый праздник «детской ёлки» в собственном дворце для пяти своих детей и племянниц — дочерей великого князя Михаила Павловича. Ёлка была установлена в Большой столовой дворца. В зале заранее расставлялись столики, на них стелились белые скатерти, на каждом столе стояла ёлочка, и лежали подарки. Ёлок могло быть много, пять-десять, и тогда они ещё ничем не были убраны. Ёлка зажигалась дважды — в сочельник и в Рождество, после чего её убирали. Во дворце и в домах состоятельных горожан было принято после праздника отдавать ёлку слугам. Всё, что находилось на ветках ёлки и на столе под нею, было подарками. Подарок всегда имел своего определённого дарителя. Обычай приписывать появление подарков сказочным существам появился лишь в начале XX века. В последующие годы ёлка императорской семьи устанавливалась в Золотой гостиной Зимнего дворца. В царствование Александра III ёлку проводили в течение двух дней, 24 и 25 декабря в Гатчинском дворце. В царствование Николая II ёлку обычно ставили в Царском селе, в Александровском дворце, после того, как туда переехала императорская семья.
До начала 1840-х годов обычай ставить рождественскую ёлку в России не существовал, дворцовые ёлки были исключением. Ни А. С. Пушкин, ни М. Ю. Лермонтов никогда в жизни ёлки не видели: в окружавшем их дворянском кругу поддерживались только русские святочные традиции: святочные маскарады и балы. М. Ю. Лермонтов описал такой святочный праздник в драме «Маскарад», а А. С. Пушкин — святочное гаданье девушек, в поэме «Евгений Онегин». До начала 1840-х годов о ёлках в столичных домах в литературе не упоминается, но в начале 1840-х, как о большой новинке, уже пишут о продаже в кондитерских «прелестных немецких ёлок, убранных сластями, фонариками и гирляндами». В середине сороковых годов уже встречаются отдельные удивлённые упоминания, что «в русских домах принят обычай немецкий… украшают… деревцо как только возможно лучше, цветами и лентами, навешивают на ветки вызолоченные орехи. Красненькие, самые красивые яблоки, кисти вкусного винограда… всё это освещается множеством восковых свеч, прилепленных к веткам, а иногда и разноцветными фонариками». Это нововведение в середине 1840-х годов переживает необыкновенный подъём интереса, так что в конце сороковых годов в Петербурге уже повсеместно ставятся ёлки. Ф. М. Достоевский в рассказе «Ёлка и свадьба» 1848 года упоминает ёлку как нечто уже общеизвестное.
Дальнейшее увлечение «немецким нововведением» подкреплялось модой на произведения немецких писателей и прежде всего на Гофмана, произведения которого «Щелкунчик и Мышиный король» и «Повелитель блох» были хорошо известны российскому читателю. Сказка Э. Т. А. Гофмана «Щелкун орехов» (под таким названием книга вышла на русском языке) опубликована в 1839 году, сказки Х. К. Андерсена «Девочка с серными спичками» и «Ёлка» также, возможно, сыграли свою роль. Рождественская ёлка в русском доме отражала часть церковного обряда и объединяла вокруг себя всю семью, и это быстро полюбилось горожанам. Началась городская мода на ёлки. В начале 1850-х годов их стали продавать у Гостиного двора приезжавшие специально с ними в город крестьяне. Впоследствии этот сезонный промысел принадлежал финским крестьянам и давал им немалый приработок, потому что ёлки стоили дорого. Петербуржцы быстро отошли от образца маленьких немецких ёлочек и начали соревноваться, у кого ёлка гуще и богаче. Самые богатые ёлки убирались настоящими драгоценностями и ценными тканями. Так, в одной газете того времени упоминается «искусственная ёлка», высотой в два с половиной метра, «обвитая дорогой материей и лентами, верхние ветви её были украшены дорогими украшениями: серьгами, перстнями и кольцами, а нижние ветви цветами, конфетами и плодами».
Первая публичная ёлка была организована в 1852 году в здании петербургского Екатерингофского вокзала. Установленная в зале вокзала огромная ель «одной стороной… прилегала к стене, а другая была разукрашена лоскутами разноцветной бумаги». Вскоре публичные ёлки начали устраивать в зданиях дворянских собраний, офицерских и купеческих собраний, клубах, театрах и других местах. В Москве с начала 1850-х годов праздники ёлки в зале Благородного московского собрания также стали ежегодными. Медленнее ёлка проникала в провинцию. В помещичьих усадьбах ещё долго держались традиции Святок, но постепенно «столичная немецкая забава» пришла и туда.
С начала XIX века известными в Петербурге специалистами в кондитерском деле стали выходцы из Швейцарии, ретороманцы. Им принадлежит идея продавать ёлки, заранее украшенные фонариками, игрушками, а также пряниками, пирожными, конфетами и прочими сладостями собственного производства. Стоили такие ёлки очень дорого (от 20 до 200 рублей ассигнациями), и покупать их для своих детей могли только весьма зажиточные родители.
Вместе с распространением и коммерциализацией ёлка становилась «статусным» явлением. Приглашение на ёлку детей знакомых и, соответственно, самих знакомых, стало возможностью показать свой вкус и зажиточность. Важно было не скупиться на украшения, не использовать украшения с прошлого Рождества, украсить дерево богатыми подарками. Ёлку украшали фруктами и кондитерскими «сахарными игрушками». Сладости, мёд, засахаренные фрукты символизировали «сладость духовных даров» и входили в общеевропейскую традицию празднования Рождества, согласно которой волхвы поднесли Младенцу в день рождения «плоды земные», означающие изобилие, плодородие, процветание. В России в это время ёлку украшали яблоками, мандаринами, сухими фруктами (абрикосами, инжиром, черносливом), медовыми пряниками. На ёлке зажигались свечки, укреплённые в специальных «тюльпанчиках». Традиция рождественского дерева соблюдалась также в том, что ёлка увенчивалась Вифлеемской звездой (засиявшей в небе предвестницей Рождества) и украшалась разными блёстками. Блеск огней и свечей на ёлке, её блестящее украшение символизировали сияние «благодатного света», пронизывающего мир после Рождества. Ёлка легко вошла в российский быт, именно потому, что она позволяла всей символике службы и обряда соединиться в едином зрительном образе и действии, в котором была занята вся семья. Рождественские ёлки проводились для учащихся церковно-приходских школ. Святой Иоанн Кронштадтский в 1875 г. высказывает мнение, что рождественская ёлка напоминает древо жизни вечной.

В годы общего государственного траура выходили особые постановления проводить ёлки скромнее, в семейном кругу, ограничивая широкое веселье. Такого рода постановления, носившие рекомендательный характер, выходили во время годичного траура в связи со смертью императора в 1855 и в 1881 гг., во время Русско-турецкой войны в 1877-78 гг.; во время Первой мировой войны, в 1914-16 гг.
 В постановлении Синода, изданном во время войны России с Германией, указывалось, что отношение православной церкви к новой традиции всегда оставалось несколько настороженным, как к иноземному и, в своих истоках, языческому обычаю. В канун Рождества Синод традиционно напоминал об этом. Тем не менее, и в этом году ёлки ставились, и в частных домах, и в гимназиях, и в домах священников, устраивавших ёлки с подарками для детей своих прихожан. Предписание ограничивать ёлки относилось не к самому дереву, а именно к празднику, к «пьяной ёлке». Последнее такого рода указание Синода было опубликовано в канун Нового 1917 года: оно было напрямую связано с потерями России в войне. Но, несмотря на потери России в войне, это постановление оказалось чисто формальным, и ёлка в этот год ставилась и праздновалась как обычно, даже в императорской семье.
Со второй половины XIX века на ёлках начали развешивать картонные игрушки: гирлянды, транспаранты, китайские фонарики. В конце XIX — начале XX века появились в продаже особые ёлочные украшения, в том числе стеклянные шары, сначала немецкого, затем российского производства. В 1900 году в Петербурге, в магазине Гебгардта и у Петто продавали ёлочные украшения: «бусы, снег и амуров из невоспламеняющейся ваты, обезьян, флаги, сусальное золото, стеклянные шары, бонбоньерки, диамант-пудру, бенгальские огни, зажигательные нитки, комнатные фейерверки». Кондитерская Абрамова готовила к Рождеству «хлопушки, дожди золотые, пряничные, миндальные и мятные фигуры, восковые свечи, бусы из конфет, пастилу, драже и мармелад». Игрушки изготавливались рабочими артелями, делавшими их из проволоки и бумаги, из ваты и варёного крахмала, на них иногда клеили литографированные картинки. Продавались «дрезденские», клееные из картона фигурки. На ёлках раскладывали имитирующие снег кусочки ваты, усеянной блёстками, растягивали нити серебряного и золотого дождя, были очень популярны хлопушки и бенгальские огни. В комнате, где ставили ёлку, было принято ставить много цветов в вазах, украшали цветами и саму ёлку.
В канун Рождества 1892 года в Мариинском театре в Санкт-Петербурге был впервые поставлен балет «Щелкунчик», на музыку П. И. Чайковского. С тех пор петербургская традиция постановки «Щелкунчика» на Рождество стала широко известной в европейских странах, а музыка к балету сопровождает праздничные ёлки во многих странах.
В конце XIX — начале XX веков рождественские ёлки уже проводят и в сельских школах Центральной России Перед революцией монахи Раифского Богородицкого монастыря проводили рождественскую ёлку для детей из числа местного крестьянского населения.

### Рождественская ёлка в годы советской власти
Сразу же после октябрьских событий никаких официальных запретов ёлки и Рождества не вводилось. Если ёлка и стала большой редкостью в домах, то не в результате специальных запретов, а из-за всё растущих экономических проблем. Наоборот, в канун Нового 1918 года Горький и Бенуа подготовили и выпустили в петроградском издательстве «Парус» подарочную книгу для детей «Ёлка», оформленную самыми известными российскими художниками. В книгу были включены произведения Горького, Чуковского, Ходасевича, А. Н. Толстого, Брюсова, Саши Чёрного и многих других. На обложке был помещён рисунок наряженной ёлки, вокруг которой в весёлом хороводе кружатся Дед Мороз и лесные звери. На верхушке дерева сияет восьмиконечная Вифлеемская звезда.
24 января 1918 года декретом Совета народных комиссаров на территории страны был введён Григорианский календарь и было указано, что в текущем году после 31 января следует сразу 14 февраля. Так как православная Церковь продолжила использовать прежний календарь, это переставило Рождество и Новый год местами.
В 1922 году в РСФСР стартовала кампания за преобразование праздника Рождества Христова в «комсомольское рождество», или, иначе, в «комсвятки». Комсомольские ячейки должны были организовывать празднование «комсвяток» в первый день Рождества, то есть 25 декабря, которое оставалось пока нерабочим днём. На мероприятиях читались доклады, разоблачающие «экономические корни рождественских праздников», делались политические сатиры и «живые картины». На второй день праздника организовывались уличные шествия, на третий — в клубах устраивались маскарады и ёлка, получившая название «комсомольская ёлка». Однако через несколько лет эти меры были признаны неэффективными и «комсвятки» раскритиковали в центральной прессе.
В апреле 1929 года XVI партийная конференция отменила праздник Рождества. Он стал рабочим днём и вместе с ним отменена была и рождественская ёлка, «поповский обычай». Газеты осуждали детские ёлки, потому что «религиозность ребят начинается именно с ёлки … Ребёнок отравляется религиозным ядом…». Вместе с ёлкой осуждался и Дед Мороз, вошедший в праздничный ритуал за пару лет до революции. Перед Новым 1929 г. любые празднования «поповских обычаев» запрещались. В декабре и январе специальные патрули из добровольцев ходили по улицам и заглядывали в окна, проверяя исполнение правительственного указа.
Рождественская ёлка перешла на нелегальное положение. Те, кто не хотел лишать своих детей праздника, делали это теперь тайно. Писательница и переводчица Ирина Токмакова рассказывает, как в её детстве дворник за взятку ездил в лес, срубал ёлку и пилил её на две части, чтобы влезла в не слишком большой мешок. Дома ёлку скрепляли лубками и та «делалась опять целенькой и стройной».

### 1936—1991: детские «ёлки» в СССР
Запрещённая большевиками рождественская ёлка была заменена атеистической новогодней ёлкой в 1935 году. Никита Хрущёв писал в своих воспоминаниях, как Павел Постышев, приехав из Киева в Москву, в один из своих визитов обратился к Сталину:

Вышли мы, сели в машину Сталина. Поместились все в одной. Ехали и разговаривали. <…>
Постышев поднял тогда вопрос: «Товарищ Сталин, вот была бы хорошая традиция и народу понравилась, а детям особенно принесла бы радость — рождественская ёлка. Мы это сейчас осуждаем. А не вернуть ли детям ёлку?». Сталин поддержал его: «Возьмите на себя инициативу, выступите в печати с предложением вернуть детям ёлку, а мы поддержим». Так это и произошло.

28 декабря 1935 года в газете «Правда» появилась небольшая заметка, подписанная кандидатом в члены политбюро ЦК ВКП(б) П. П. Постышевым. Она начиналась так:

В дореволюционное время буржуазия и чиновники буржуазии всегда устраивали на Новый год своим детям ёлку. Дети рабочих с завистью через окно посматривали на сверкающую разноцветными огнями ёлку и веселящихся вокруг неё детей богатеев.
Почему у нас школы, детские дома, ясли, детские клубы, дворцы пионеров лишают этого прекрасного удовольствия ребятишек трудящихся Советской страны? Какие-то, не иначе как «левые» загибщики ославили это детское развлечение как буржуазную затею.
Автор призывал комсомольских и пионерских лидеров в срочном порядке устроить под Новый год коллективные ёлки для детей. Это предложение было принято к действию молниеносно. По всей стране были организованы ёлочные празднества, в магазинах появились «расширенные ассортименты ёлочных украшений». Таким образом, предложение (даже не указ) партийного руководства было принято и полностью осуществлено в масштабах страны всего за четыре дня, включая дату самой публикации. Подобная оперативность так и осталась недостижимым рекордом в истории СССР.
Ёлка рекомендовалась в новом качестве — как детская забава, пригодная для юных строителей коммунизма. К празднику Рождества она больше не имела отношения, в неё нужно было вдохнуть совершенно новый смысл. Ёлка стала зеркалом нового мира советского ребёнка, её украшение и новое предназначение отражали круг мировоззрения и воспитания маленьких строителей коммунизма. На новый 1937 год детская ёлка впервые проводилась в Аничковом дворце, ставшем к этому времени Дворцом пионеров. Советские ёлки отличались публичностью, массовостью, обязательностью проводимой на них воспитательной работы.
Украшение новогодней ёлки потеряло отчасти свою рождественскую символику и обрело символику советскую.
На первых детских ёлках предлагалось повесить продававшийся в магазинах набор шаров с портретами членов Политбюро. В 1937 году в СССР открылся первый специализированный завод ёлочных игрушек. С этого времени развернулось широкое производство ёлочных игрушек: из ваты, картона, металла, стекла. Ассортимент и смысловое содержание ёлочных украшений для праздника Нового года существенно отличался от рождественского убранства. В 1930-е гг. игрушек для всех ёлок ещё не хватало, и они были в основном самодельными, склеенными из цветной бумаги или других дешёвых материалов (например, стеклянные шары, сделанные из перегоревших электрических лампочек, снежинки, вырезанные из бумаги); на веточки ёлки раскладывали имитирующие снег кусочки ваты. Звезду Рождества, голубую, семиконечную, на верхушке ёлки заменили на красную пятиконечную звезду, аналогичную кремлёвской.
Ёлочные игрушки были миниатюрными копиями вещей, зверей, куклами из ваты и стекла. Довоенные игрушки были чаще всего пионерские и политические: горнисты, ракеты, стратостаты и дирижабли, серпы и молоты. В войну на ёлках появились игрушечные танки, солдаты, собаки-санитары, пистолеты, гранаты и винтовки. К 1950-м годам появляются сказочные персонажи: снеговики и снегурки, снежинки и клоуны, красные шапочки, звездочёты. На ёлке горели гирлянды электрических лампочек. Под ёлкой ставились гипсовые или ватные куклы, изображающие снегурку и Деда Мороза вместо снеговика.
Дед Мороз был подчёркнуто отделён от Рождества, для доказательства тому в тридцатые годы он появлялся на ёлках, держа в руках «Курс истории ВКП(б)».
В 1937 году на ёлке во Дворце союзов вместе с Дедом Морозом появилась напарница, Снегурочка. До этого она была известна только как персонаж пьесы А. Н. Островского и поставленной в 1882 году оперы Н. А. Римского-Корсакова. Ни в каком обряде, и во всемирной рождественской традиции подобного женского персонажа не существует, это уникальное явление, связанное только с советской и российской новогодней ёлкой.

### «Новогодняя ёлка» в советское время
С 1936 года ёлка в СССР стала неотделимым атрибутом отделённого от Рождества праздника Нового года. Отличительным признаком именно новогодней ёлки является празднование первых мгновений наступающего года: под бой домашних часов или под бой кремлёвских курантов, передававшийся по радио, поднимался новогодний тост.
Двумя новыми атрибутами этого праздника стали: бутылка советского шампанского, разливаемого по бокалам для полночного тоста, а также рисунки (в том числе на открытках) и ёлочные игрушки, изображающие настенные часы, стрелки которых показывают время без пяти двенадцать.
В 1960-е годы сложился уклад новогоднего праздника, существующий в России по настоящее время. Очень важным было широкое распространение телевизора; его включали за несколько часов до нового года, когда стол был уже накрыт. Праздничная телевизионная программа являлась общим сценарием для проведения семейного торжества. Около полуночи генеральный секретарь КПСС поздравлял граждан с праздником, в полночь били куранты, затем играли государственный гимн. Гимн слушали стоя, с бокалом в руках. Затем следовал праздничный концерт, или фильм-комедия. В 1956 году вышла на экраны музыкальная комедия Э. А. Рязанова «Карнавальная ночь», и дома культуры устраивали встречи нового года, взяв за удачный образец именно тот бал-маскарад, что показан в этом фильме. Наиболее известным из фильмов последующего времени стал фильм Э. А. Рязанова «Ирония судьбы, или С лёгким паром!», включающий в себя типично святочный сюжет весёлой и счастливой подмены, обмана, розыгрыша. Также ночной новогодний праздник включает в себя уличное гулянье; по русскому святочному образцу проходят игры с огнём, люди зажигают фейерверки, бенгальские огни.
В конце 20 века в России вновь стали открыто праздновать Рождество, и вернулась прекращённая на время традиция рождественской ёлки.
С конца 1990-х годов в России рождественскими ёлками иногда, наравне с редко встречающими вертепами, украшают православные храмы, например ставят их при входе в храм и на солее.

## В XXI веке
В Великобритании с 1946 года 20-метровая ёлка устанавливается в Лондоне на Трафальгарской площади. Эту ёлку присылает королевская семья Норвегии в знак признательности за освобождение страны от немецкой оккупации английскими войсками во время Второй мировой войны. Под этой ёлкой в предрождественские дни собираются тысячи англичан и поют рождественские гимны. Традиционно, ёлку на Трафальгарской площади украшают только вертикальные гирлянды из лампочек.
В Риме ёлку устанавливают на площади Святого Петра. Согласно сложившемуся обычаю, каждый год ёлку Ватикану приносит в дар одно из европейских государств. Эта традиция была введена Иоанном Павлом II в 1982 году. По окончании рождественского периода древесина «главной ёлки Католической Церкви» идёт на изготовление предметов, доходы от продажи которых направляются на оказание помощи бедным.
В Нью-Йорке с 1931 года ёлка традиционно устанавливается перед Рокфеллер-центром. В канун Нового 2011 года её гирлянды состояли из 30 тысяч лампочек, а на вершине размещалась хрустальная звезда 2,7 метра в диаметре, сверкающая кристаллами Сваровски.
Одна из самых оригинальных — искусственная плавучая ёлка в Рио-де-Жанейро на озере Лагоа. Её высота — 85 метров, а вес металлических конструкций — 530 тонн. Эта ёлка вошла в Книгу рекордов Гиннесса как самая большая в мире плавучая ёлка. В неё вмонтирован механический колокол, исполняющий рождественские мелодии. В гирлянде более 3 миллионов лампочек, которыми управляет компьютер, а по выходным из ёлки бьёт салют.
Вообще самая большая рождественская ёлка в мире была сооружена в 2009 году в Мехико. Её высота 110,35 метра (высота 40-этажного здания), диаметр — 35 метров, общий вес её металлических конструкций и украшений — 330 тонн. Это сооружение было установлено на проспекте Пасео-де-ла-Реформа.
Самая дорогая ёлка была установлена в 2010 году в Абу-Даби. Она была украшена золотыми и серебряными шарами, а также ювелирными изделиями с драгоценными камнями на общую сумму 11,5 млн долларов.
В 2011 году продолжилась «ёлочная война» между Ригой и Таллином. На исторические аргументы латвийской стороны власти Таллина решили установить заведомо бо́льшую ёлку. В результате 24-метровая ель на Ратушной площади дважды (25 и 27 ноября) падала под порывами ветра. Во второй раз она упала во всём наряде из 80 гирлянд (9,6 тысячи лампочек) и 15 комплектов фонариков, нанеся значительный ущерб и себе, и украшениям. К счастью, в обоих случаях никто не пострадал, а дерево наконец удалось закрепить, правда, укоротив его на 4 метра. По требованию властей Таллина полиция произвела расследование на предмет возможной диверсии.
В конце декабря 2012 года рождественская ель была установлена на границе Южной и Северной Кореи. Средства массовой информации и пропаганды Севера восприняли этот факт как часть античучхейской пропаганды и элемент психологической войны.

## Украшение ёлки
История ёлочных украшений в России во многом отражает историю самой России: сладости и стеклянные шары с Вифлеемской звездой на верхушке; затем бумажные самолёты и красноармейцы и красная звезда наверху первых советских ёлок; далее — бумажные снежинки и шары из перегоревших лампочек у ёлок военных лет; космонавты и часы «без пяти двенадцать» в 1960-х годах; купленные в огромной очереди, на новогоднем базаре дефицитные коробки шаров из ГДР и стеклянные пики наверху 1980-х. Сейчас украшение ёлки ограничено только финансовыми соображениями, а ассортимент в целом соответствует предлагаемому на Западе.

## Новогодняя ёлка и охрана окружающей среды
Массовый спрос перед Новым годом на хвойные деревья порождает проблемы их незаконной вырубки и утилизации после праздников. Поэтому различные государства стараются жёстко регулировать вырубку деревьев к Новому году, а также принимают меры для защиты лесов.
- В новогодние праздники организуются специальные ёлочные патрули, проверяющие у ввозящих в город ёлки наличие лицензии на вырубку.
- Организация ёлочных лесопитомников, в которых выращиваются деревья специально для новогодних (рождественских) праздников;
- Стимулирование продаж живых елей и пихт (в специальных ёмкостях — горшках, кадках) с организацией последующей сдачи их в лесопитомники для высаживания;

Иногда предлагается стимулировать производство и продажи искусственных деревьев — в настоящее время предлагаются разборные искусственные ёлки весьма реалистичного вида. Их более высокая цена по сравнению с натуральными компенсируется многократным использованием. Противники такого подхода указывают, что производство искусственных ёлок само наносит ущерб окружающей среде. Этого не происходит при заготовке натуральных ёлок в лесопитомниках и в зонах плановой вырубки.
Углеродный след от живой ели меньше, чем от искусственной. Чтобы воздействие на климат стало ниже, потребуется использовать искусственную ёлку больше 10 лет. WWF среди прочих вариантов предлагает сделать ель из подручных материалов своими руками.

### Комментарии
1. ↑  Например, в 1899 г. в Томске[21], в 1904 г. в Пушкино[22], в 1905 г. в Петрозаводске[23].
2. ↑  Например, С. А. Рачинский (1833—1902) проводил ёлки для детей села Татево Смоленской губернии (ныне Тверской области) после своего возвращения туда в 1872 г.[25], а в 1913 г. ёлка проводилась в селе Новое Гаритово Тамбовской губернии[26].